# Zabierzów (gmina)

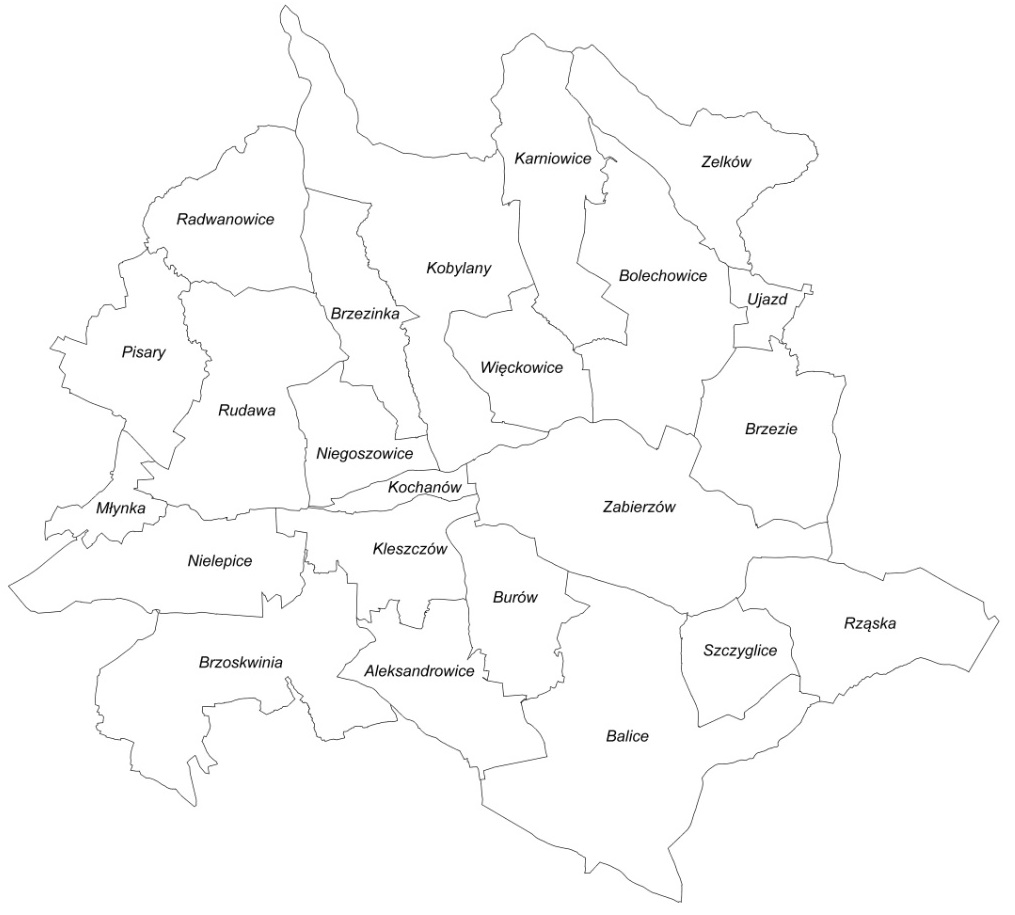
Plan gminy

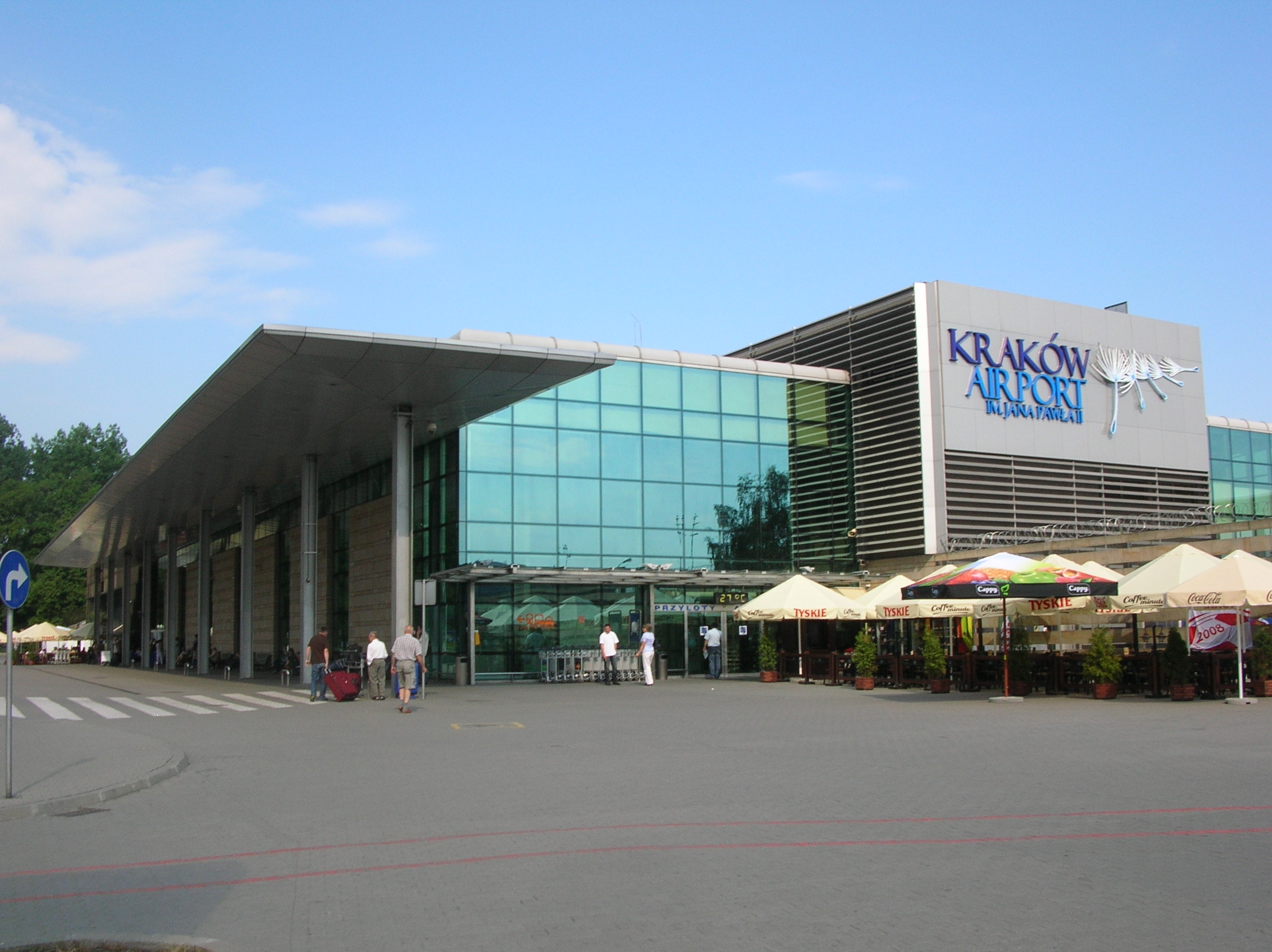
Port lotniczy Kraków-Balice

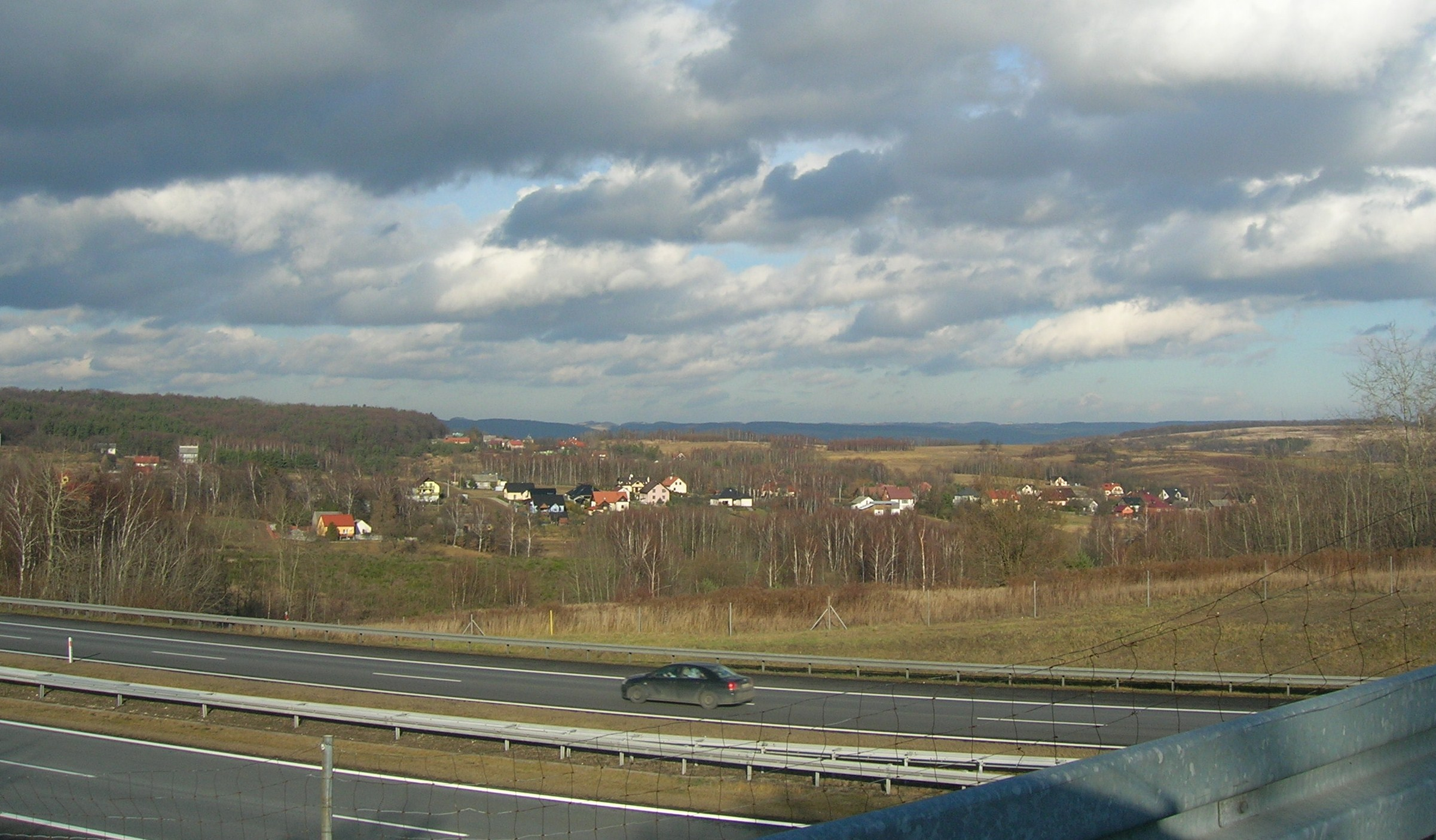
Brzoskwinia i autostrada A4 (E40).

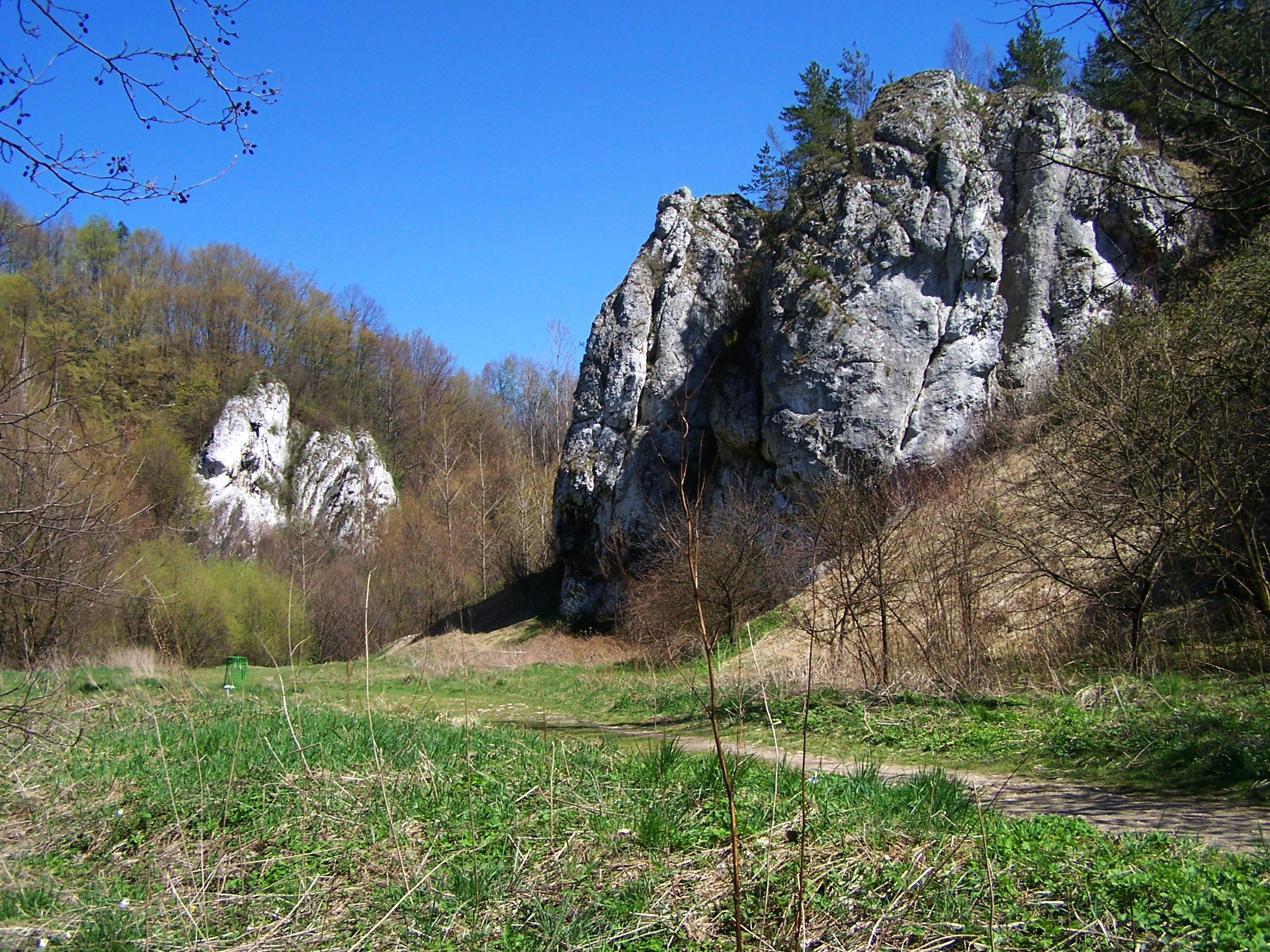
Dolina Kobylańska

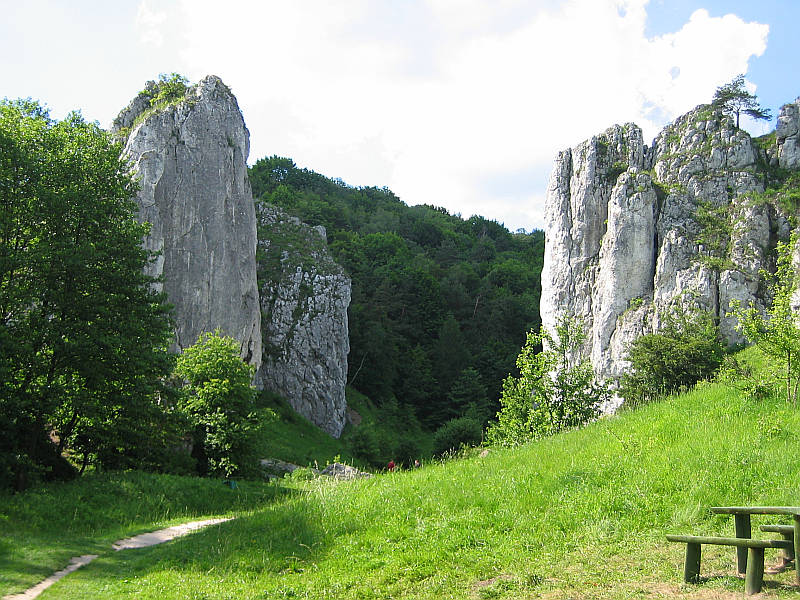
Brama Bolechowicka

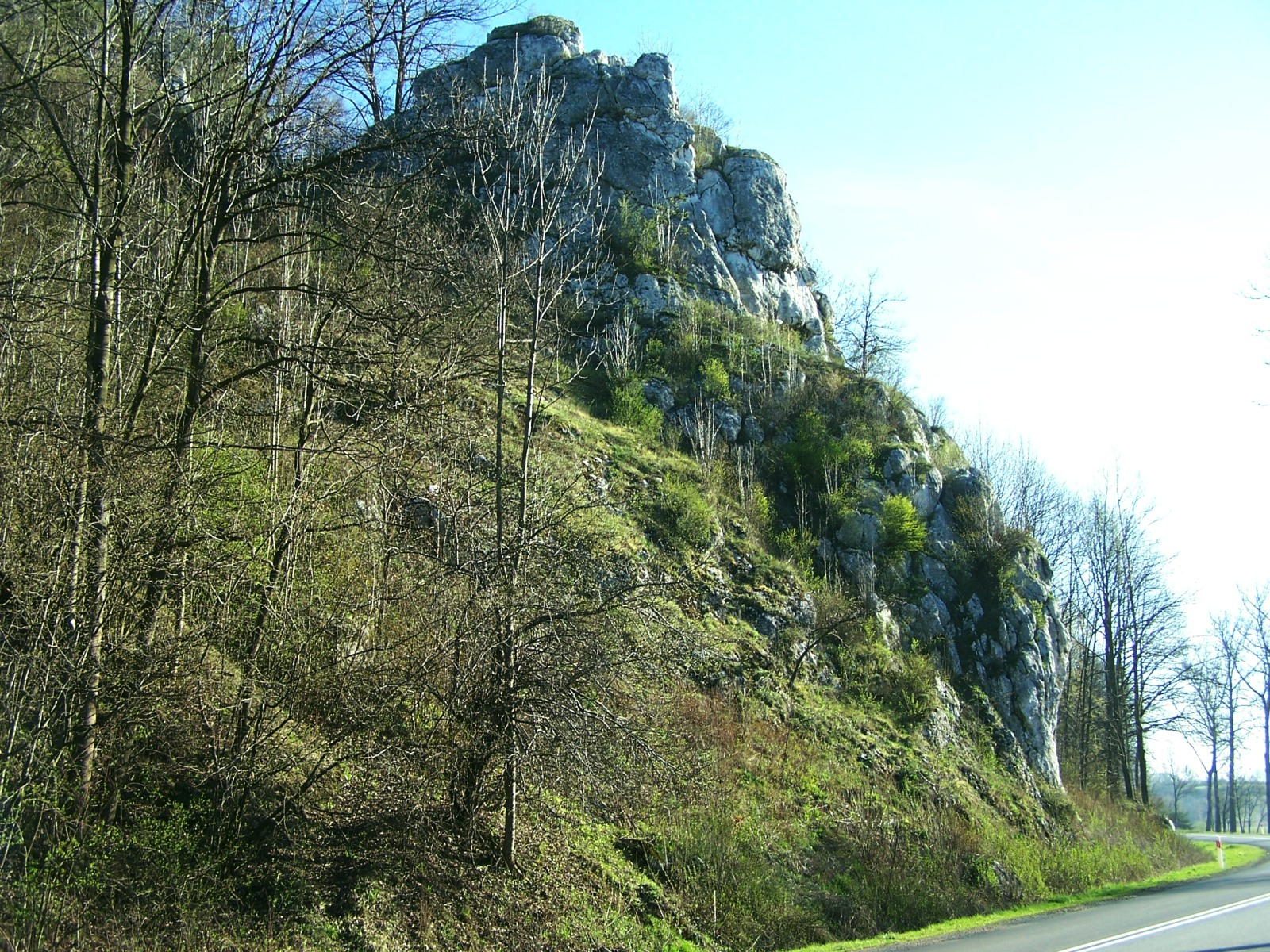
Skała Kmity

Zabierzów – gmina wiejska w województwie małopolskim, w powiecie krakowskim. W latach 1975–1998 gmina położona była w województwie krakowskim.
Formę obecną uzyskała z połączenia w dniu 15 stycznia 1976 roku gminy Rudawa z dotychczasową gminą Zabierzów. Siedziba gminy znajduje się w Zabierzowie. Według danych z 31 grudnia 2022 gminę zamieszkiwało 29 267 osób.
Na terenie gminy znajduje się Port lotniczy Kraków-Balice wraz z lądowiskiem Balice-LPR jako baza Lotniczego Pogotowia Ratunkowego.

## Historia
Gmina zbiorowa Zabierzów została utworzona 1 sierpnia 1934 roku w powiecie krakowskim w woj. krakowskim z dotychczasowych jednostkowych gmin wiejskich: Bolechowice, Brzezie, Karniowice, Kobylany, Ujazd, Więckowice, Zabierzów i Zelków. 16 września 1934 gminę Liszki podzielono na 16 gromad: Bolechowice, Brzezie, Karniowice, Kobylany, Więckowice, Zabierzów i Zelków.
Podczas okupacji hitlerowskiej gmina funkcjonowała w powiecie krakowskim w Generalnym Gubernatorstwie. 1 czerwca 1941 okupanci zwiększyli liczbę gromad gminy Zabierzów do 19 przez przyłączenie do niej:
- ze zniesionej gminy Bronowice Małe – gromad Modlnica, Modlniczka, Mydlniki, Rząska i Tomaszowice,
- z gminy Zielonki – gromady Giebułtów,
- z gminy Krzeszowice – gromad Brzezinka, Młynka, Niegoszowice, Nielepice, Radwanowice i Rudawa (przed wojną w powiecie chrzanowskim)[6].

Po wojnie w woj. krakowskim w zmodyfikowanych w granicach: bez gromad z gminy Krzeszowice, które do niej powróciły w reaktywowanym powiecie chrzanowskim, lecz z gromadami ze zniesionej gminy Bronowice Małe i Giebułtowem z gminy Zielonki. Ponadto 1 lipca 1946 z części gromady Brzezie w gminie Zabierzów utworzono nową gromadę Ujazd. I tak według stanu z dnia 1 lipca 1952 gmina Zabierzów składała się z 11 gromad: Bolechowice, Brzezie, Giebułtów, Karniowice, Kobylany, Modlnica, Modlniczka, Mydlniki, Rząska, Tomaszowice, Ujazd, Więckowice, Zabierzów i Zelków. Jednostka została zniesiona 29 września 1954 roku wraz z reformą wprowadzającą gromady w miejsce gmin.
Gminę Zabierzów przywrócono w tymże powiecie i województwie wraz z reaktywowaniem gmin z dniem 1 stycznia 1973 roku, właściwie w granicach sprzed II wojny światowej, a więc bez Giebułtowa, Modlnicy, Modlniczki i Tomaszowic, które weszły w skład nowej gminy Wielka Wieś i Mydlników, które włączono do Krakowa, lecz z Rząską (przed wojną w gminie Bronowice Małe i 1941–54 w gminie Zabierzów) oraz z Aleksandrowicami, Balicami i Szczyglicami (przed 1954 w gminie Liszki).

## Struktura powierzchni
Według danych z roku 2019 gmina Zabierzów zajmuje obszar 99,34 km², w tym:
- użytki rolne: 65%;
- użytki leśne: 14%.

Gmina stanowi 8,1% powierzchni powiatu.

## Demografia
Dane z 31 grudnia 2022:
| Opis                              | Ogółem | Ogółem | Kobiety | Kobiety | Mężczyźni | Mężczyźni |
| --------------------------------- | ------ | ------ | ------- | ------- | --------- | --------- |
| Jednostka                         | osób   | %      | osób    | %       | osób      | %         |
| Populacja                         | 29 267 | 100    | 15 066  | 51,5    | 14 201    | 48,5      |
| Gęstość zaludnienia [mieszk./km²] | 294    | 294    | 134,47  | 134,47  | 124,49    | 124,49    |

Trzecia pod względem liczby mieszkańców gmina, na 17 gmin powiatu krakowskiego.

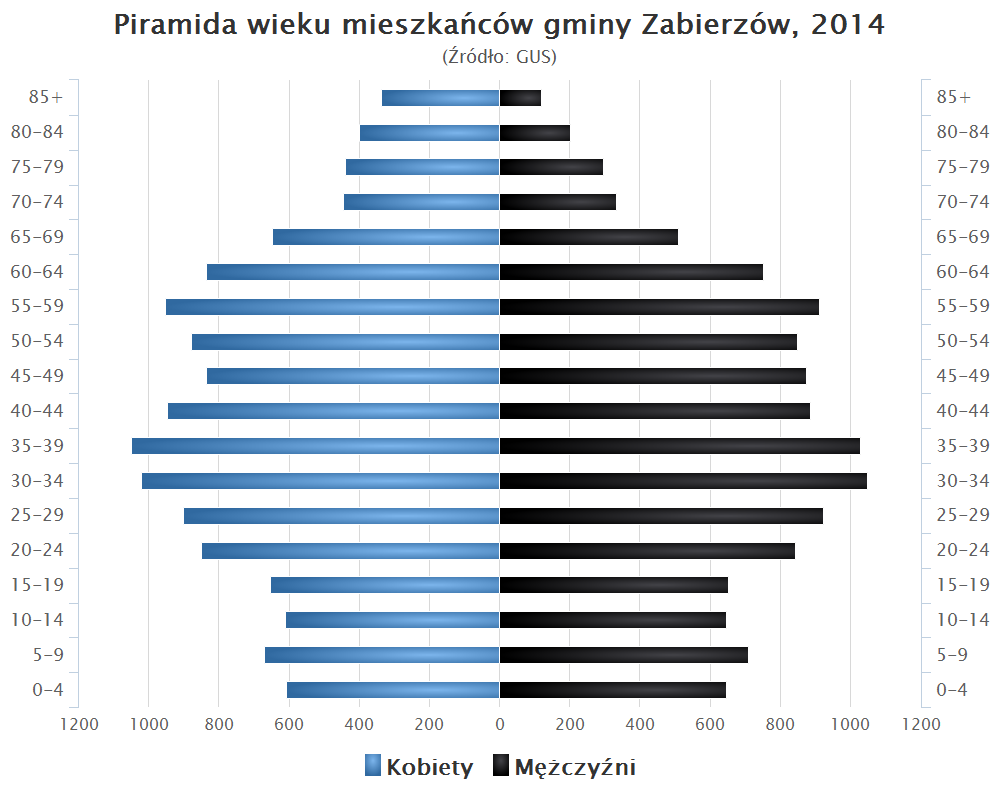
Piramida wieku mieszkańców gminy Zabierzów w 2014 roku

## Położenie
Tereny gminy przynależą do kilku mezoregionów geograficznych; północne obszary znajdują się na wzniesieniu Wyżyny Olkuskiej, środkowe w obniżeniu Rowu Krzeszowickiego, południowe na wzniesieniu Garbu Tenczyńskiego i obniżeniu Bramy Krakowskiej. Przez gminę przepływa rzeka Rudawa i będące jej lewobrzeżnymi dopływami potoki: Będkówka, Kobylanka, Bolechówka, Kluczwoda, Wędonka oraz rzeka Brzoskwinka.
Przez miejscowości gminy przebiegają takie główne drogi, jak: autostrada A4, droga krajowa nr 79, droga wojewódzka nr 774, oraz linia kolejowa z Krakowa na Śląsk.

## Sąsiednie gminy
Jerzmanowice-Przeginia, Kraków, Krzeszowice, Liszki, Wielka Wieś.

## Miejscowości
- siedziba gminy Zabierzów,
- sołectwa: Aleksandrowice, Balice, Bolechowice, Brzezie, Brzezinka, Brzoskwinia, Burów, Karniowice, Kleszczów, Kobylany, Kochanów, Młynka, Niegoszowice, Nielepice, Pisary, Radwanowice, Rudawa, Rząska, Szczyglice, Ujazd, Więckowice, Zabierzów, Zelków.

## Zabytki
Obiekty wpisane do rejestru zabytków nieruchomych województwa małopolskiego:
- Pałac Radziwiłłów w Balicach;
- Kościół Świętych Apostołów Piotra i Pawła w Bolechowicach;
- Dwór z otoczeniem parkowym w Bolechowicach;
- Spichlerz dworski w Bolechowicach przeniesiony do Krzesławic;
- Kaplica dworska w Karniowicach;
- Dwór z otoczeniem parkowym w Karniowicach;
- Willa w Kochanowie;
- Dwór z otoczeniem parkowym w Niegoszowicach;
- Lamus dworski w Pisarach;
- Zespół browaru dworskiego w Pisarach;
- Zespół dawnego folwarku w Pisarach;
- Dwór wraz z otoczeniem w Radwanowicach;
- Kościół Wszystkich Świętych w Rudawie;
- Zabytkowy dom w Rudawie z 1896 roku;
- Zespół dworski w Ujeździe;
- Zespół dworski w Więckowicach;
- Willa przy ulicy Krakowskiej 149 w Zabierzowie.

## Religia

### Kościół rzymskokatolicki
- 8 parafii rzymskokatolickich (Balice, Bolechowice, Brzezie, Kobylany, Rudawa, Radwanowice, Rząska, Zabierzów wraz z kościołami i 4 zgromadzenia zakonne (Balice, Bolechowice, Rudawa, Rząska)

W Rudawie kościół istniał przed 1185 rokiem, kiedy wieś została podarowana kapitule krakowskiej. Późniejszy kościół parafialny z gotyckim, ceglanym prezbiterium pochodzi sprzed 1300 roku. Następny kościół powstał w 1327 roku w Bolechowicach. Kontrowersje pomiędzy proboszczami o przynależność parafialną wsi ciągnęły się latami, np. podczas wizytacji z 1598 roku zanotowano, że o zwierzchnictwo nad Pisarami spierali się plebani z Rudawy i Paczółtowic. W 1908 roku powołana została zabierzowska parafia.

### Świadkowie Jehowy
- Grupy głosicieli z terenu gminy należą do zborów: Kraków-Azory (z północno-wschodniej części gminy), Kraków-Łobzów (ze wschodniej części gminy) oraz Krzeszowice–Wschód (z zachodniej części gminy)[16][17].

### Dawne grupy wyznaniowe
- Kalwinizm: Stanisław Iwan Karniński, szlachcic ziemi krakowskiej, gorliwy wyznawca kalwinizmu 23 maja 1591 roku oddał swój dwór w Aleksandrowicach na cele kultowe zboru. Zbór ten zburzyło w 1613 roku w nocnym napadzie pospólstwo krakowskie. W 1625 roku Samuel Gołochowski przeszedł na katolicyzm i wydalił ze swych włości innowierców. W XVI w. Jan Boner założył w Balicach zbór.
- Adwentyści Dnia Siódmego: W Bolechowicach mieszkał Jan Kulak pierwszy powojenny przewodniczący Unii Adwentystów Dnia Siódmego w Polsce. Tam też do końca lat 70. XX w. było miejsce spotkań tej grupy wyznaniowej.

## Honorowi Obywatele Gminy Zabierzów
- Franciszek Macharski (2002)[18]
- Tadeusz Isakowicz-Zaleski (2013)[19]
- Józef Kruk (2013)[20]
- Anna Dymna (2024)[21]

## Przyroda turystyka i sport
Położenie gminy na zróżnicowanych obszarach 3 jednostek geograficznych decyduje o dużej różnorodności krajobrazowej i przyrodniczej terenów gminy. Duże walory tych obszarów były przyczyną włączenia ich do parków krajobrazowych; Parku Krajobrazowego Dolinki Krakowskie oraz Tenczyńskiego Parku Krajobrazowego. Na obszarach obydwu tych parków znajdują się liczne ostańce i inne skały wapienne o fantastycznych często kształtach, jaskinie, krasowe źródła i leśne potoki z kryształowo czystą wodą, głębokie wąwozy, liczne zabytki kultury materialnej, a na odkrytych wysoczyznach doskonałe punkty widokowe. Tereny gminy sąsiadują z Ojcowskim Parkiem Narodowym.
Do najbardziej atrakcyjnych turystycznie miejsc gminy Zabierzów należą: Dolina Kobylańska, Dolina Bolechowicka ze słynną Bramą Bolechowicką, Skała Kmity, Las Zabierzowski, Dolina Brzoskwinki. Na najbardziej cennych przyrodniczo obszarach utworzono 4 rezerwaty przyrody – rezerwat przyrody Dolina Kluczwody, rezerwat przyrody Wąwóz Bolechowicki, rezerwat przyrody Skała Kmity, rezerwat przyrody Kleszczowskie Wąwozy. 
Na terenie gminy znajduje się 69 pomników przyrody.
Szlaki turystyczne
 – z Rudawy przez Radwanowice, Łączki, całą długość Doliny Będkowskiej i Jerzmanowice do Ojcowskiego Parku Narodowego.
 – z Ojcowskiego Parku Narodowego przez Wierzchowie, Zelków, Dolinę Bolechowicką, Karniowice, Kobylany, Dolinę Kobylańską, Będkowice, Bramę Będkowską, Dolinę Szklarki, rezerwat przyrody Dolina Racławki do Paczółtowic.
 – z Zabierzowa przez Las Zabierzowski, Kleszczów, Brzoskwinię Dolinę Brzoskwinki, wąwóz Półrzeczki, Dolinę Mnikowską do Mnikowa.
 – z Aleksandrowic do Wąwozu Zbrza w Lesie Zabierzowskim.
Szlaki rowerowe
- rowerowy szlak brzozowy (niebieski)[24]

W latach 2005/2006 Ludowy Klub Sportowy (LKS) Kmita Zabierzów awansował do II ligi piłki nożnej (obecnie I liga).

## Gminy partnerskie
- Camas, USA[25]
- Hrustin, Słowacja[25]
- Krapkowice, Polska[25]
- Morawica, Polska[25]